# Lamellidea ogasawarana
Lamellidea ogasawarana é uma espécie de gastrópode  da família Achatinellidae.
É endémica de Japão.